# Cárdenas
Cárdenas és un municipi de La Rioja, a la regió de La Rioja Alta.

## Economia
La base econòmica del municipi és l'agricultura de secà, en què destaquen els conreus de vinya i de cereals, que ocupen la major part de la superfície cultivada. Els pocs regadius que hi ha estan dedicats sobretot a la patata. El comerç i els serveis de Cárdenas són escassos, i la població depèn en aquest aspecte de Nájera, que és a prop.

## Geografia
El municipi s'organitza al voltant de la vall del riu Cárdenas, que té un fons pla, fa 2 km d'amplària i està vorejada per terrasses de diferents nivells que es van elevant fins als pujols del marge dret del riu, amb una altitud aproximada de 650 msnm.

## Història
En el vot de Fernán González es fa aquesta referència a la població: "Omnes viles de rivo de Alesanco, el rivo de Cárdenas de vertice usque ad Naxeram." El 992, el rei de Pamplona i Aragó Sanç II de Navarra Abarca, la seva esposa, Urraca Fernández, i el seu fill García Sánchez el Tremolós van oferir al monestir de San Millán de la Cogolla el lloc de Cárdenas per l'ànima de l'infant Ramir, que s'havia mort aquell mateix any.
El rei de Pamplona Sanç IV de Navarra mort a Peñalén el 1064, va fer donació al mateix monestir i al seu abat Pedro de la granja anomenada vila de Cardinis, que el seu antecessor, Sanç II, havia cedit a San Millán. Poc abans que Sanç IV fos assassinat pels seus germans Ramon i Ermesinda a Peñalén, va visitar el monestir al costat de la seva dona, Placencia de Normandia, i va donar a San Miguel les viles de Cardinas Mayores i Menores (28 de febrer de 1076). El rei portava el títol de "Naiarensis Rex" i regnava a Pamplona, Àlaba i Nájera. Cárdenas va ser vila reialenca i fins a la creació de la província de Logronyo, per reial decret de 30 de novembre de 1833, va pertànyer a la província de Burgos. Cárdenas i Nájera es disputen el lloc de naixença d'Andrés Amutia de San Juan, escultor i autor del cor alt de monestir de Santa María la Real de Nájera, del cor de San Benito el Real de Valladolid i del cor alt de la catedral de Santo Domingo de la Calzada.

## Etimologia
En una butlla del 1199 per la qual es concedien privilegis al monestir de San Millán de la Cogolla ja apareixia anomenada Cardenas. Si bé podria semblar que el nom deriva d'un color, se li atorga un valor fitotoponímic, a partir de la forma cardinus, procedent del llatí cardu, "card"